# Montreuil-sur-Mer
Montreuil-sur-Mer es una población y comuna francesa, situada en la región de Norte-Paso de Calais, departamento de Paso de Calais. Se encuentra en el Río Canche, no muy lejos de Etaples. Sin embargo, el mar está ahora a cierta distancia.

## Lugares de interés
La ciudad está rodeada por murallas medievales, parte de la obra de refuerzo del famoso ingeniero militar francés Vauban de su fortificación del norte de Francia en el siglo XVII.

## Historia
Tras la destrucción del asentamiento comercial de Quentovic a manos de los vikingos, ocurrida hacia el año 900, Montreuil asumió su función de puerto para el comercio del ámbito carolingio con Britania.
En el 988 Hugo Capeto, la hizo puerto de la monarquía francesa. Fue ocupada por el Estado borgoñón en 1435 y recuperada por Francia en 1477, durante la guerra de Sucesión de Borgoña. En 1537 sería tomada y arrasada por las tropas del emperador Carlos I, durante la guerra italiana de 1536-1538.
Montreuil fue el cuartel general del Ejército Británico en Francia durante la Primera Guerra Mundial, El general Haig tuvo su residencia en el cercano Castillo de Beaurepaire. Una estatua en conmemoración de su estancia se puede ver fuera del teatro en la Plaza Charles de Gaulle. Durante la ocupación alemana de la ciudad durante la Segunda Guerra Mundial, la estatua fue retirada. Nunca se encontró y se cree que han sido fundidos. Fue reconstruida en la década de 1950, el escultor de usar el molde inicial.
La comuna se denominó Montreuil hasta el 31 de diciembre de 2022.

## Demografía
| 2920 | 2944 | 2840 | 2753 | 2450 | 2428 |
| Para los censos de 1962 a 1999 la población legal corresponde a la población sin duplicidades (Fuente: INSEE [Consultar]) |      |      |      |      |      |

Población (1999): 2.688 habitantes para la ciudad, 21.603 habitantes para el cantón y 99.288 habitantes para el distrito.

## Literatura
Laurence Sterne visitó la ciudad en 1765. Relató su visita a través de los ojos del narrador de su novela "A Sentimental Journey Through France and Italy" (1768).
Montreuil es el escenario de parte de la novela de Victor Hugo, Les Misérables, donde se identificó sólo como M ____- sur-M__ en traducciones anteriores. El protagonista, Jean Valjean (que fue llamado Madeleine) durante unos años es el mayor de Montreuil, así como el titular local de la fábrica, y es donde vive el personaje de Fantine, funciona, y más tarde se convierte en una prostituta antes de morir en un hospital local. Hugo pasó varias vacaciones en Montreuil.

## Relaciones Internacionales
Ciudades dobles - Ciudades Hermanadas:
Montreuil está hermanada con :
- Slough, Reino Unido[7]